# コーズ・オブ・デス
『コーズ・オブ・デス』（英語: Cause of Death）は、アメリカのデスメタル・バンド、オビチュアリーの2作目のアルバムである。 1990年9月19日にリリースされた。長年のメンバーであるフランク・ワトキンスがベースを務めた彼らの最初のリリースであり、以前はアメリカのメタルバンド、デスのバンドのメンバーあったギタリストのジェームズ・マーフィーとの唯一のアルバム。
このアルバムのジャケットは、元々セパルトゥラの『ビニース・ザ・リメインズ』に使用する予定だったが、スタッフのミスでこのアルバムに使用されてしまった。

## 収録曲
| #         | タイトル                                                             | 作詞  | 作曲・編曲              | 時間 |
| --------- | -------------------------------------------------------------------- | ----- | ----------------------- | ---- |
| 1.        | 「インフェクテッド」(Infected)                                       |       | Peres/D. Tardy/J. Tardy | 5:34 |
| 2.        | 「ボディ・バッグ」(Body Bag)                                         |       | Peres/D. Tardy/J. Tardy | 5:49 |
| 3.        | 「チョップト・イン・ハーフ」(Chopped in Half)                        |       | Peres/D. Tardy/J. Tardy | 3:43 |
| 4.        | 「サークル・オブ・ザ・タイランツ」(セルティック・フロストのカバー曲) |       | T. G. Warrior           | 4:25 |
| 5.        | 「ダイイング」(Dying)                                                |       | Obituary/Peres          | 4:29 |
| 6.        | 「ファインド・ジ・アライズ」(Find the Arise)                         |       | Peres/D. Tardy/J. Tardy | 2:51 |
| 7.        | 「コーズ・オブ・デス」(Cause of Death)                               |       | Peres/A. West/J. Tardy  | 5:38 |
| 8.        | 「メモリーズ・リメイン」(Memories Remain)                            |       | Peres/D. Tardy/J. Tardy | 3:44 |
| 9.        | 「ターンド・インサイド・アウト」(Turned Inside Out)                  |       | Peres/D. Tardy/J. Tardy | 4:57 |
| 合計時間: | 合計時間:                                                            | 41:02 |                         |      |

## 参加ミュージシャン
- ジョン・ターディ - ボーカル
- ジェームズ・マーフィ - ギター
- トレヴァー・ペレス - ギター
- フランク・ワトキンス - ベース
- ドナルド・ターディ - ドラムス